# مملوکان عراق
مملوکان عراق (عربی: مماليك العراق‎) گروهی از مملوکان عراق با اصلیت گرجی بودند که در سده ۱۸ و اوایل سده ۱۹ میلادی بر میانرودان حکومت می‌کردند.
در امپراتوری عثمانی مملوک به بردگانی گفته می‌شد که پس از اسلام آوردن آزاد شده و برای امور خاصی تربیت می‌شدند. آن‌ها پس از کسب آموزش‌های لازم در بخش‌های گوناگونی نظامی یا مدنی به کار گرفته می‌شدند.
مملوک‌ها در عراق بیشتر از مردمان قفقاز مانند گرجی‌ها و چرکس‌ها بودند که توانستند در این ناحیه تا حدی از سلطه اربابان عثمانی خود خارج شده و درجاتی از رونق اقتصادی را به ارمغان بیاورند. امپراتوری در سال ۱۸۳۱ میلادی مملوکان میانرودان را برانداخت و به صورت مستقیم بر منطقه حاکم شد که این وضعیت تا پایان جنگ جهانی اول ادامه داشت. با این وجود مملوکان عراق به علت ریشه‌هایی که در ساختار نخبگانی و اداری منطقه میانرودان داشتند تا مدت‌ها بخش مهمی از جامعه عراق و اداره این کشور محسوب می‌شدند.

## پیشینه
منطقه میانرودان میدانگاه همیشگی پادشاهان ایران و عثمانی بود و افزون بر این از درگیری‌های گاه و بیگاه مذهبی و قومی نیز رنج می‌برد. به همین سبب نیز این ناحیه هیچگاه به صورت کامل در امپراتوری عثمانی ادغام نشد. پیش از برخاستن مملوکان ناحیه موصل تحت نظام تیمار اداره می‌شد که براساس آن مالیات مردم به افسران سواره‌نظام تعلق می‌گرفت. در ایالت‌های بغداد و بصره نیز نظام سالیانه برقرار بود که براساس آن مقامات در برابر خدمت نظامی برای دولت حق مالیات‌ستانی و مالکیت بر زمین داشتند.

## تاریخچه مملوکان میانرودان
مملوکان میانرودان به آرامی اداره سه ایالت بغداد، بصره و شهرزور را به عهده گرفتند و اداره ایالت موصل در دست خاندان جلالی بود.

### حسن پاشا (۱۷۲۳–۱۷۰۴)
نخستین مملوک میانرودان فردی بود با نام حسن پاشا (عربی: حسن باشا، گرجی: ჰასან ფაშა) که اصالتی گرجی داشت و توسط پادشاه عثمانی به بغداد فرستاده شد. در آن زمان عراق محل جنگ عثمانی‌ها با نادرشاه بود و ینی‌چری‌ها و قبایل عرب اداره تمام شهرهای عراق را در دست داشتند. حسن پاشا در آنجا به همراه پسرش احمد پاشا توانست ضمن سرکوب اعراب و ینی‌چری‌ها دفاع خوبی را از عراق ترتیب دهد و پایه‌های قدرت خویش را مستحکم سازد و خاندان مملوکان را بر سر کار بیاورد.

### احمد پاشا (۱۷۴۷–۱۷۲۳)
پس از حسن پسرش احمد (گرجی: აჰმედ ფაშა) در تقویت پایه‌های مملوکان کوشید و با استخدام هرچه بیشتر مملوکان در سمت‌های نظامی و اداری تلاش داشت تا قدرت خود را تقویت نماید. او و پدرش با سرکوب قبایل شورشی محلی، اصلاح نظام مالی و فرستادن مرتب هدایا به باب عالی و دفاع از عراق مقابل خطر ایرانی توانستند موقعیت خود در حکومت عثمانی را به خوبی تقویت نمایند.
وقتی که احمد در سال ۱۷۴۷ میلادی فوت کرد مملوکان به نیرویی قدرتمند در میانرودان بدل شده بودند و پادشاهان عثمانی که از خطر قدرت‌گیری بیش از اندازه ایشان آگاه بودند پس از فوت احمد یک والی جدید را از قسطنطنیه به سوی بغداد فرستادند اما داماد احمد به نام سلیمان ابولیلا که آن زمان در بصره مستقر بود به همراه دیگر گرجیان به سوی بغداد تاخت و با بیرون کردن فرستاده دربار عثمانی خود بر بغداد حاکم شد و اینک مملوکان عراق به نیرویی بسیار توانمند در عراق بدل شدند.

### سلیمان ابولیلا (۱۷۶۲–۱۷۴۹)
عثمانیان که توان مقابله با گرجی‌ها را نداشتند سلیمان را به عنوان حاکم بغداد و بصره به رسمیت شناختند و بدین ترتیب او به نخستین مملوک عراق بدل شد. سلیمان در دوران خود می‌کوشید تا هرچه بیشتر از عثمانی مستقل شود و همچنین قدرت قبایل کرد و عرب را کاهش دهد. در جنوب عراق مملوکان کنفدراسیون قبایلی منتفق را تا اندازه زیادی ضعیف کردند و اداره کامل بصره را به دست گرفتند. سلیمان تجار امپراتوری عمان و اروپایی را تشویق می‌کرد تا به عراق بیایند و به همین سبب در سال ۱۷۶۳ میلادی به کمپانی هند شرقی بریتانیا اجازه داد در بصره نمایندگی برپا سازد.

### عمر پاشا(۱۷۷۶–۱۷۶۲)
مملوکان عراق با وجود فشارهای دربار عثمانی توانستند سلطه خود را در میانرودان مستحکم ساخته و حتی گسترش دهند و پس از سلیمان پاشا فردی به نام عمر پاشا (گرجی: ომარ ფაშა) به حکومت رسید. اما در این ایام با قدرت گرفتن خانواده‌های مختلف مملوک و مشکلات متعدد در نظام جانشینی نظام مملوکان از درون داشت دچار مشکل می‌شد و یک مشکل بیرونی بزرگ به نام کریم‌خان زند نیز در حال ظهور بود. کریم‌خان در سال ۱۷۷۶ میلادی برادرش صادق خان را با لشکری به سوی بصره فرستاد و مملوکان با وجود مقاومت سنگین حاکم شهر به نام سلیمان‌آقا از ایرانی‌ها شکست خوردند. دربار عثمانی با استفاده از این شکست و اوضاع آشفته مملوکان توانست عمرپاشا را با یک فرماندار غیر مملوک جایگزین نماید اما به زودی مشخص شد که این فرماندار غیرمملوک توان حفظ عراق را ندارد.

### سلیمان پاشا(۱۸۰۲–۱۷۸۰)

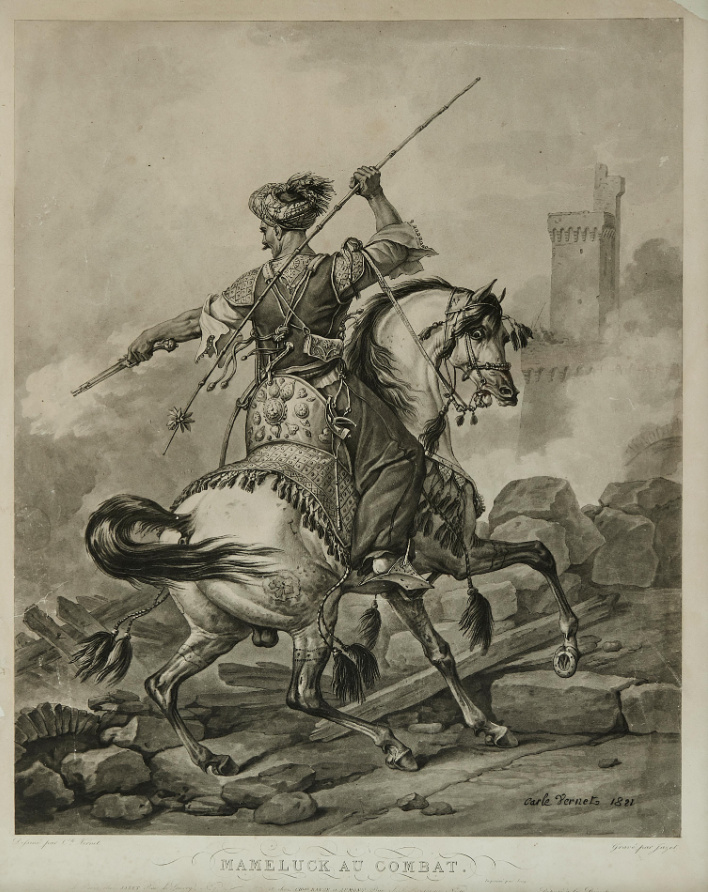
نقاشی از یک سواره‌نظام مملوک اثر کارل ورنه، ۱۸۱۰ میلادی.

سلیمان که مدافع بصره در برابر حمله ایرانیان بود پس از فتح شهر اسیر و به شیراز فرستاده شد. او پس از مرگ کریم‌خان زند توانست از شیراز بگریزد و به عراق بازگردد. در عراق او توانست دربار عثمانی را مجاب کند تا بار دیگر اداره این ناحیه به مملوکان سپرده شود و بدین ترتیب سلیمان به امارت بغداد، بصره و شهرزور رسید. دوران حکومت او که حالا به سلیمان بزرگ (گرجی: სულეიმან ბუიუქი) معروف شده بود دوران طلایی مملوکان عراق است که در آن میانرودان شاهد پیشرفت اقتصادی، کاهش قدرت عثمانی‌ها، ورود تعداد زیادی مملوک گرجی و گسترش روابط اقتصادی و تجاری با اروپا است که نقطه اوج آن مجوز سلیمان به بریتانیایی‌ها برای تأسیس کنسول‌گری دائمی بغداد در سال ۱۷۹۸ میلادی است. البته سلیمان در دوران حکومتش درگیری کشمکش جدی با قبایل عرب شمال عراق بود که با وجود سرکوب‌های وحشیانه هیچ‌وقت نتوانست ایشان را به صورت کامل مهار نماید.

### علی الکهیه (۱۸۰۷–۱۸۰۲)
پس از مرگ سلیمان کبیر در سال ۱۸۰۲ میلادی بر سر جانشینی میان قائم‌مقام علی پاشا، احمد آقا فرمانده ینی‌چری در منطقه و فردی به نام سلیم آقا درگرفت که بالاخره علی در آن پیروز شد. علی الکهیه (گرجی: ალი ფაშა) ابتدا به امور قبایل کرد نظم بخشید و سپس شورش ایزدیان در سنجار را سرکوب کرد و پس از آن در تل‌عفر شورشیان دیگری را نابود نمود.
الکهیه چندین حمله وهابیون به نجف و حله را سرکوب نمود اما از نابودی ایشان در بیابان شام ناتوان بود.
علی الکهیه بالاخره در سال ۱۸۰۷ میلای هنگام نماز توسط گروهی از مملوک‌ها ترور شد.

### سلیمان کوچک (۱۸۱۰–۱۸۰۷)
پس از ترور علی یکی از برادرزادگان او به نام سلیمان به حکومت رسید. در این دوران در عثمانی محمود دوم به حکومت رسید که می‌خواست اختیارات را متمرکز سازد و به همین سبب سپاهیان او در سال ۱۸۱۰ میلادی به بغداد آمده و پس از کشتن سلیمان اختیارات را از مملوکان گرفتند. با وجود این اتفاقات اما مملوکان عراق همچنان در اقصی نقاط میانرودان قدرت داشتند و در سال ۱۸۱۶ میلادی پس از یک کشمکش داخلی بالاخره داماد سلیمان کوچک با نام داود پاشا توانست دیگر مدعی حکومت یعنی سعید پاشا را شکست داده و با تصرف بغداد حکومت عثمانی را مجبور کند تا او را به عنوان مملوک عراق به رسمیت بشناسند.

### داود پاشا (۱۸۳۱–۱۸۱۶)
داود پاشا (گرجی: დაუდ ფაშა) آخرین مملوک عراق بود و در دوران حکومتش کوشید تا با کمک اروپایی‌ها دست به تأسیس صنایع، چاپخانه و اصلاح ارتش بزند. دربار او شکوه و جلالی مثال‌زدنی داشت اما مشکلات او با قبایل عرب و کرد میانرودان امری دائمی بود. افزون بر این میان مملوکان و ایران بر سر اداره امیرنشین کردی بابان کشمکش‌هایی به وجود آمده بود که با حمله ایران و تصرف سلیمانیه در سال ۱۸۱۸ میلادی به اوج خود رسید. هنگامی که در سال ۱۸۲۶ میلادی پادشاه عثمانی فرمان لغو ینی‌چری‌ها را داد داود پاشا نیز از این موقعیت به خوبی استفاده نمود و آن‌ها را در عراق نابود کرد تا یکی از رقیبان داخلی او از میان برود.
با وجود تمام این مسائل وجود یک حکومت نیمه‌مختار مملوک در عراق به خصوص پس از مشکلاتی که حکومت نیمه‌مختار محمدعلی پاشا در ایالت مصر به وجود آورده بود موجب شد تا عثمانی‌ها تصمیم بگیرند تا به قدرت مملوکان عراق خاتمه دهند. بدین منظور پادشاه عثمانی ابتدا در سال ۱۸۳۰ فرمان عزل داود پاشا را به بغداد فرستاد اما او به این فرمان اعتنا نکرد و فرستاده را کشت. یک سال سپاه عثمانی با فرماندهی علی‌رضا پاشا از حلب به سوی میانرودان رفت و شهربندان بغداد آغاز شد. داود که در داخل با مخالفت روحانیون و درگیری‌های محلی نیز مواجه بود پس از ۱۰ هفته مقاومت و قحطی بزرگی که در بغداد پدید آمد تسلیم شد. تسلیم او در سال ۱۸۳۱ میلادی پایان حکومت مملوکان و آغاز سلطه مستقیم عثمانی بر عراق بود. داود نیز به مدینه تبعید شد تا آنکه سال ۱۸۵۱ در آنجا فوت کرد.
علی‌رضا پاشا که اکنون حاکم جدید بغداد بود مجبور شد تا با توجه به قدرت خاندان‌های مملوک همچنان از ایشان در امور لشکری و کشوری استفاده نماید و خود نیز با دختر حاکم پیشین مملوک سلیمان کوچک ازدواج کرد.